# 施佩萨特 (莱茵兰-普法尔茨州)
施佩萨特是德国莱茵兰-普法尔茨州的一个市镇。总面积8.72平方公里，总人口740人，其中男性388人，女性352人（2011年12月31日），人口密度85人/平方公里。